# ダンディー (オレゴン州)
ダンディー（英: Dundee）は、アメリカ合衆国オレゴン州ヤムヒル郡にある市。人口は3,238人（2021年推計）。

## 歴史
この地域における最初の郵便局は、1881年に設立したエキンズ郵便局であった。ダンディーという地名は、ウィリアム・リードの出身地がスコットランドのダンディーであったことに由来する。リードは1874年にオレゴンにやって来てオレゴニアン鉄道会社を設立し、ウィラメット渓谷の鉄道路線まで幾つかの路線を延伸させた人物である。エキンズ郵便局が1885年に閉局すると、新しい郵便局が1887年に開局し、「ダンディー・ジャンクション」という名前がつけられた。この名前の由来は、当時建設が計画されていたオレゴニアン鉄道がウィラメット川を横断するための橋梁の名前から来ている。計画によるとダンディーが、東側に新しく敷かれる路線と西側の既設路線とのジャンクションとなる予定であった。結局この橋が建設されることはなく、郵便局の名前は1897年に「ダンディー」に変更された。

## 地理
ダンディーは北緯45度16分36秒 西経123度0分42秒 / 北緯45.27667度 西経123.01167度に位置する。
アメリカ合衆国国勢調査局によると、市の総面積は3.6 km² (1.4 mi²)で、その内3.5 km²(1.4 mi²)が陸地、1.45%にあたる0.1 km²(0.04 mi²)が水面である。
オレゴン州ニューバーグの2マイル南西に位置する。

## 行政
2005年、ダンディー市議会はダンディー警察を解散し、近郊のニューバーグ市にあるニューバーグ警察と業務を一体化させる契約を交わした。これを受けてニューバーグ警察は、組織名をニューバーグ＝ダンディー警察へと改称した。

## 人口動態
以下は2000年国勢調査による人口統計データである。
| - 人口: 2,598人 - 世帯数: 921世帯 - 家族数: 715家族 - 人口密度: 737.6人/km²（1,915.5人/mi²） - 住居数: 952軒 - 住居密度: 270.3軒/km²（701.9軒/mi²） 人種別人口構成 - 白人: 92.73% - ネイティブ・アメリカン: 0.85% - アジア人: 1.00% - その他の人種: 3.31% - 混血: 2.12% - ヒスパニック・ラテン系: 7.54% 年齢別人口構成 - 18歳未満: 30.6% - 18-24歳: 6.9% - 25-44歳: 32.6% - 45-64歳: 20.7% - 65歳以上: 9.2% - 年齢の中央値: 34歳 - 性比（女性100人あたり男性の人口） - 総人口: 98.6 - 18歳以上: 93.4 | 世帯と家族（対世帯数） - 18歳未満の子供がいる: 41.2% - 結婚・同居している夫婦: 65.8% - 未婚・離婚・死別女性が世帯主: 8.8% - 非家族世帯: 22.3% - 単身世帯: 17.8% - 65歳以上の老人1人暮らし: 7.2% - 平均構成人数 - 世帯: 2.82人 - 家族: 3.23人 収入と家計 - 収入の中央値 - 世帯: 50,284米ドル - 家族: 56,429米ドル - 性別 - 男性: 41,005米ドル - 女性: 25,776米ドル - 人口1人あたり収入: 20,455米ドル - 貧困線以下 - 対人口: 6.6% - 対家族数: 5.7% - 18歳未満: 8.8% - 65歳以上: 5.0% |